# Kortársak (együttes)
A Kortársak 1988–1993 között aktívan működő new wave-együttes volt, amelynek tagjai: Kormos Z. Zsolt (ének, gitár), Lepés Gábor (vokál, szintetizátor), Háry Péter (basszusgitár), Bíró Zoltán (szaxofon), Farkas Imre (dob).
Angol nevük: Dandelion.

## Megjelent albumaik
- 1990 - Kortársak
- 1992 - Hátsóajtó a mennyországba
- 1992 - Arms Against The Dreams
- 1993 - Május gyermekei